# Allegro (Internetauktionshaus)

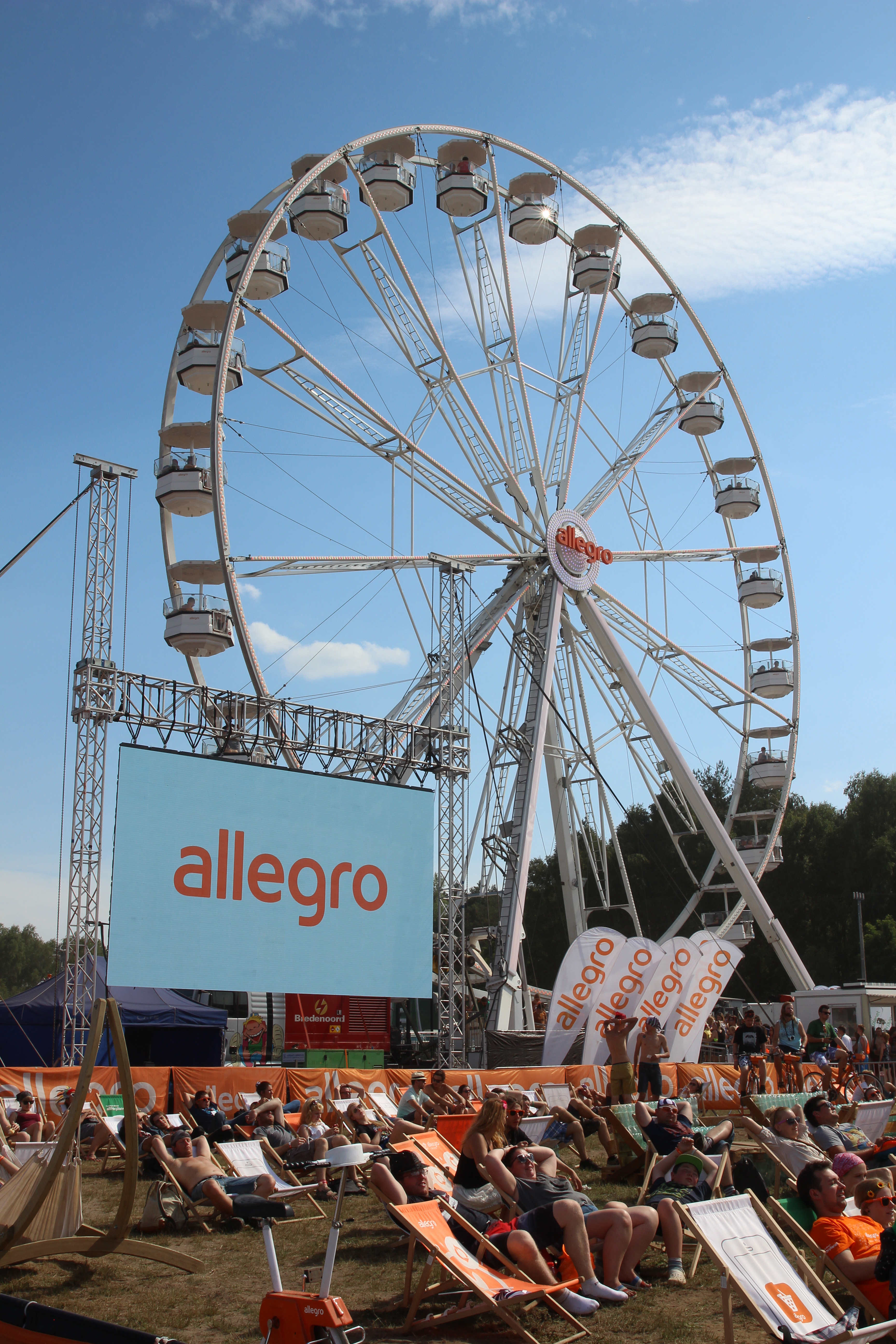
Werbe-Riesenrad auf der Haltestelle Woodstock 2015

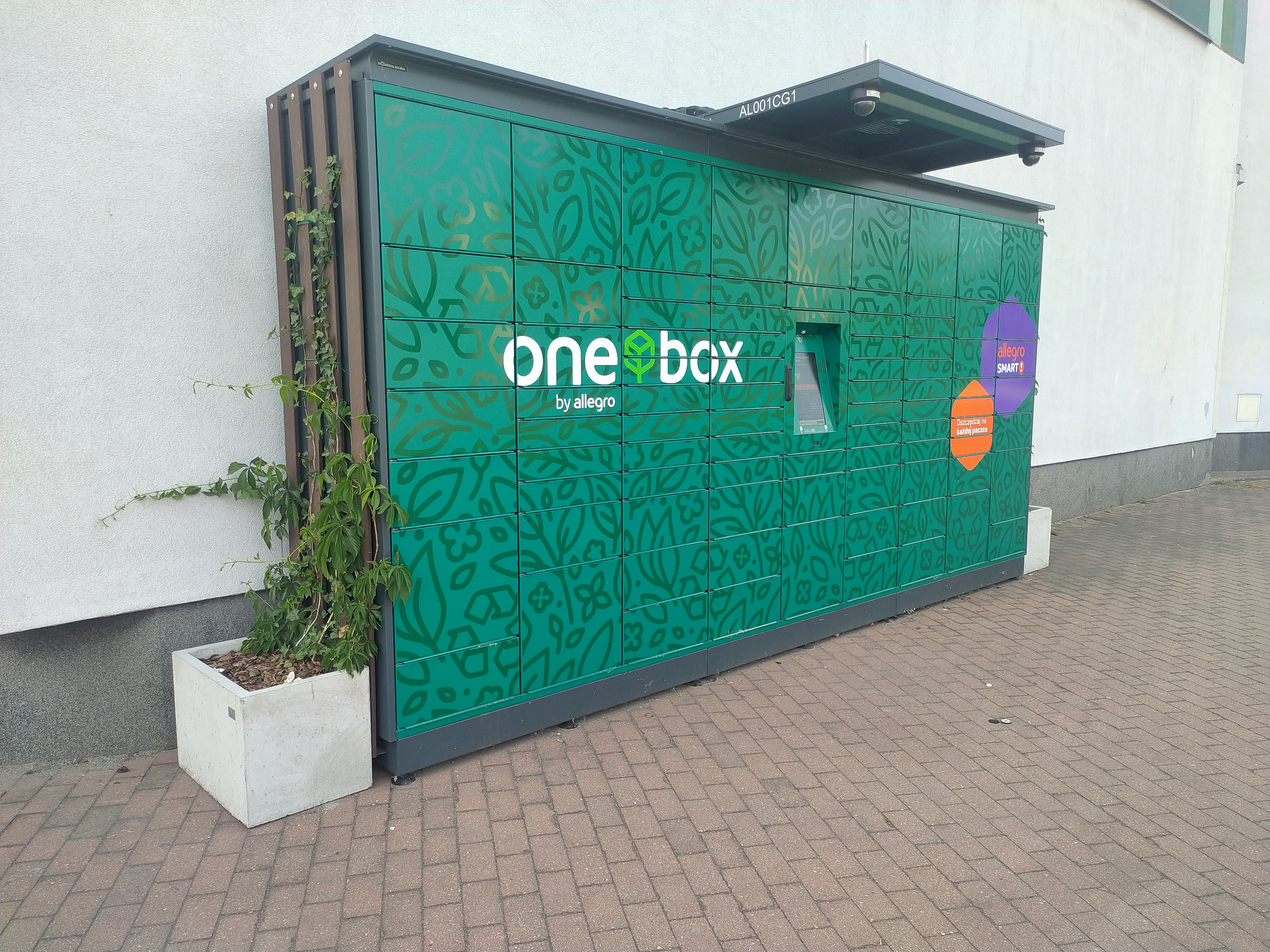
Allegro Paketautomat in Polen

Allegro ist die größte polnische Internetauktionsplattform. Ihre nach wie vor marktbeherrschende Stellung in Polen erklärt sich unter anderem durch ihre frühe Netzpräsenz (1999) und dem daraus resultierenden Bekanntheitsgrad. Ebenfalls etabliert hat sich das Unternehmen seit Mitte 2006 in der Tschechischen Republik (Aukro.cz), in Ungarn (TeszVesz.hu), Russland (molotok.ru) sowie in der Ukraine (Aukro.ua).Die Aktie des Unternehmens wird an der Warschauer Wertpapierbörse gehandelt und ist sowohl in deren Leitindex WIG30 als auch im Nebenwerteindex mWIG40 gelistet.

## Geschichte
Durch den Erfolg von eBay in den USA animiert, wurde das Auktionshaus Allegro 1999 von QXL Poland, der polnischen Abteilung der auf Internet-Auktionshäuser spezialisierten britischen Firma QXL Ricardo, gegründet, während der große Konkurrent eBay.pl erst im Jahre 2005 folgte.
Das Anlagevermögen von Allegro betrug zunächst lediglich 4.000 Złoty, und Anfang 2000 zählte Allegro damit lediglich acht Mitarbeiter. Anfang 2001 wurde das Betriebskapital auf rund 50.000 Złoty aufgestockt, und Ende 2006 beschäftigte das Auktionshaus schon über 300 Mitarbeiter für Service, Sicherheit, Beratung und weitere zuständige Mitarbeiter.
2004 wurde über das Portal Allegro ein Umsatz von 831 Millionen Złoty generiert, und 2005 waren es (mit über 25 Millionen Transaktionen) schon 1,5 Milliarden Złoty, im Jahre 2006 schließlich (mit rund 46 Millionen Transaktionen) 2,5 Milliarden Złoty.
Am 14. September 2020 gab Allegro bekannt, den Gang an die Börse zu beabsichtigen. Parallel möchten die Private-Equity-Fonds Permira, Cinven und Mid Europa Partners ihre Beteiligungen an Allegro reduzieren. Nach der Erstnotierung an der Warschauer Wertpapierbörse am 12. Oktober stieg der Wert der Aktie um 50 %. Damit stieg Allegro mit einem Unternehmenswert von 14,9 Milliarden Euro zum wertvollsten börsennotierten Unternehmen Polens auf. Zuvor hatte Allegro im ersten Halbjahr 2020 durch die Corona-Pandemie einen Gewinnanstieg um 48 Prozent auf knapp 65 Millionen Euro verzeichnet.

## Popularität
Das Auktionshaus kooperiert mit vielen polnischen Internetseiten, zum Beispiel den populären Internetportalen onet.pl (im Juli 2006 das zweitmeistbesuchte Internetportal), Wirtualna Polska (im Juli 2006 das drittmeistbesuchte Internetportal) und Interia.pl (im Juli 2006 das viertmeistbesuchte Internetportal), aber auch der Internetseite des Medienkonzerns Agora S.A. gazeta.pl oder nasza-klasa, dem zweitgrößten webbasierten sozialen Netzwerk in Polen.
Der Marktanteil von Allegro in Polen lag Mitte 2006 bei etwa 53 Prozent, im Vergleich dazu hatte ebay.pl lediglich einen Anteil von etwa 13 Prozent.
Derzeit sind allein bei Allegro.pl über 5 Millionen Benutzer registriert.
In diesen Ländern ist Allegro unter folgenden Domains vertreten.
- Tschechien – Aukro.cz
- Ungarn – Vatera.hu (Andere Domains in Ungarn: TeszVesz.hu, Grando.hu, Arukereso.hu, Lealkudtuk.hu, OLX.hu)
- Ukraine – Aukro.ua
- Rumänien – OLX.ro, FashionDays.ro, Autovit.ro
- Slowakei – Aukro.sk